# Myriam Schropp
Myriam Schropp (* 29. April 1966 in Mannheim) ist eine ehemalige deutsche Tennisspielerin. 

## Karriere
Von 1984 bis 1985 spielte sie für die deutsche Federation-Cup-Mannschaft insgesamt acht Spiele. Sie hatte eine positive Bilanz von 3:2 im Einzel, im Doppel gewann sie eines ihrer zwei Spiele. Ihre beste Platzierung in der Doppel-Weltrangliste erreichte sie im Februar 1987 mit Rang 55. Im selben Jahr hatte sie das Achtelfinale bei den Australian Open erreicht. Bereits im Dezember 1986 hatte sie mit Rang 173 ihre Bestmarke in der Einzel-Weltrangliste erreicht.
In der 1. Runde der Qualifikation zu den French Open 1983 war sie die erste Grand-Slam Gegnerin in der Karriere von Steffi Graf. 